# Forsterina virgosa
Forsterina virgosa là một loài nhện trong họ Desidae.
Loài này thuộc chi Forsterina. Forsterina virgosa được miêu tả năm 1908 bởi Eugène Simon.